# Saša Vujačić
Aleksander Vujačić, detto Saša (Maribor, 8 marzo 1984), è un ex cestista sloveno.

## Carriera

### Italia
Ha iniziato giovanissimo la sua carriera in Italia, giocando in serie A con la Snaidero Udine dal 2001 al 2004. Nelle tre stagioni in Friuli ha collezionato 75 presenze complessive, per un totale di 816 punti in 1.818 minuti in campo.
Le sue medie sono andate progressivamente crescendo sia in termini di minutaggio, sia di punti realizzati. Al termine della terza stagione con Udine, Vujačić è stato selezionato nel draft NBA 2004 come 27ª scelta dai Los Angeles Lakers.

### NBA
Con la maglia dei Lakers ha disputato 420 incontri tra il 2004 ed il 2010, collezionando solamente 12 presenze da titolare. Nella stagione 2007-08 ha chiuso con una percentuale nel tiro da tre pari al 43,5%: è proprio grazie a queste sue capacità di tiratore che gli è stato affibbiato il soprannome "The Machine". Tutto ciò gli ha permesso di diventare stabilmente la riserva di Kobe Bryant, e di accrescere il suo minutaggio fino ad un massimo di 17,8 minuti per gara di media nel 2007-08. È stato inoltre decisivo in gara-3 della Finali NBA 2008, con 20 punti realizzati contro i Boston Celtics.
Nella stagione 2008-09 ha vinto il suo primo titolo di campione NBA, disputando 80 partite. Ha bissato il successo nella stagione 2009-10, scendendo in campo per 67 volte.
Nel dicembre 2010, pur avendo iniziato la stagione 2010-11 ancora con i Lakers, si è trasferito ai New Jersey Nets.
Con la maglia dei Nets ha disputato 56 incontri (17 dei quali da titolare), per un totale di 1.593 minuti, suo record personale in una stagione. Il 9 febbraio 2011 ha realizzato il record di punti personale, mettendone a segno 25 nella vittoria dei Nets contro gli Hornets.

### Turchia
Nel luglio 2011 si è trasferito nella squadra turca dell'Anadolu Efes Istanbul, stipulando un contratto di un anno, con opzione per l'anno successivo.

### Il ritorno in NBA
Nel 2014 firma un contratto di dieci giorni con i Los Angeles Clippers collezionando solamente 5 punti in due partite.
Nell'agosto 2015, dopo un anno passato fuori dagli Stati Uniti, ritorna in NBA selezionato dai New York Knicks. Fa il suo debutto nella vittoria contro i Milwaukee Bucks per 122-97 realizzando 11 punti, 6 rimbalzi, 3 assist e 4 palle rubate. Il 9 marzo 2015 ha l'opportunità di partire nel quintetto iniziale contro i Phoenix Suns e fa il suo record di punti con 6 triple su 7 e concludendo con 23 punti aiutando i Knicks a vincere per 128-97.
A luglio 2016 firmò nuovamente con la squadra newyorkese e alla fine della stagione successiva lascia New York e l'NBA per accasarsi nell'Auxilium Torino, con cui vince la Coppa Italia.

## Vita privata
È figlio del coach montenegrino Vaso Vujačić; ha una sorella di nome Nina e un fratello di nome Aljoša.
Dal 2009 al 2012 è stato il compagno della tennista russa Marija Šarapova.
Parla fluentemente sloveno, serbo, italiano e inglese.

## Statistiche

### NBA

#### Regular Season
| Anno       | Squadra       | PG  | PT | MP   | TC%  | 3P%  | TL%  | RP  | AP  | PRP | SP  | PP   |
| ---------- | ------------- | --- | -- | ---- | ---- | ---- | ---- | --- | --- | --- | --- | ---- |
| 2004-2005  | L.A. Lakers   | 35  | 3  | 11,8 | 28,2 | 27,0 | 94,7 | 1,8 | 1,5 | 0,3 | 0,1 | 2,9  |
| 2005-2006  | L.A. Lakers   | 82  | 4  | 17,7 | 34,6 | 34,3 | 88,5 | 1,9 | 1,7 | 0,6 | 0,0 | 3,9  |
| 2006-2007  | L.A. Lakers   | 73  | 4  | 12,8 | 39,2 | 37,3 | 87,8 | 1,5 | 0,9 | 0,6 | 0,0 | 4,3  |
| 2007-2008  | L.A. Lakers   | 72  | 0  | 17,8 | 45,4 | 43,7 | 83,5 | 2,1 | 1,0 | 0,5 | 0,1 | 8,8  |
| 2008-2009† | L.A. Lakers   | 80  | 0  | 16,2 | 38,7 | 36,3 | 92,1 | 1,7 | 1,4 | 1,0 | 0,1 | 5,8  |
| 2009-2010† | L.A. Lakers   | 67  | 1  | 8,6  | 40,2 | 30,9 | 84,8 | 1,2 | 0,6 | 0,3 | 0,1 | 2,8  |
| 2010-2011  | L.A. Lakers   | 11  | 0  | 4,9  | 34,8 | 42,9 | 50,0 | 0,4 | 0,5 | 0,1 | 0,0 | 1,8  |
| 2010-2011  | N.J. Nets     | 56  | 17 | 28,5 | 40,4 | 36,9 | 85,1 | 3,3 | 2,3 | 0,9 | 0,1 | 11,4 |
| 2013-2014  | L.A. Clippers | 2   | 0  | 5,0  | 40,0 | 50,0 | -    | 1,5 | 0,0 | 0,5 | 0,0 | 2,5  |
| 2015-2016  | N.Y. Knicks   | 61  | 25 | 14,9 | 38,3 | 36,4 | 82,1 | 2,4 | 1,4 | 0,6 | 0,1 | 4,9  |
| 2016-2017  | N.Y. Knicks   | 42  | 4  | 9,7  | 30,9 | 31,1 | 70,8 | 1,4 | 1,2 | 0,3 | 0,0 | 3,0  |
| Carriera   | Carriera      | 581 | 58 | 15,3 | 39,0 | 36,7 | 85,8 | 1,9 | 1,3 | 0,6 | 0,1 | 5,3  |

#### Playoffs
| Anno     | Squadra     | PG | PT | MP   | TC%  | 3P%  | TL%  | RP  | AP  | PRP | SP  | PP  |
| -------- | ----------- | -- | -- | ---- | ---- | ---- | ---- | --- | --- | --- | --- | --- |
| 2006     | L.A. Lakers | 7  | 0  | 18,4 | 42,3 | 60,0 | 100  | 2,4 | 0,9 | 0,6 | 0,0 | 6,0 |
| 2007     | L.A. Lakers | 4  | 0  | 10,8 | 55,6 | 25,0 | -    | 1,0 | 0,8 | 0,3 | 0,0 | 2,8 |
| 2008     | L.A. Lakers | 21 | 0  | 21,7 | 39,9 | 39,2 | 85,7 | 2,2 | 0,8 | 0,6 | 0,2 | 8,1 |
| 2009†    | L.A. Lakers | 23 | 0  | 10,9 | 26,4 | 31,4 | 83,3 | 1,4 | 0,5 | 0,4 | 0,2 | 3,0 |
| 2010†    | L.A. Lakers | 10 | 0  | 7,6  | 43,5 | 40,0 | 83,3 | 0,8 | 0,5 | 0,2 | 0,0 | 3,1 |
| Carriera | Carriera    | 65 | 0  | 14,7 | 36,6 | 38,4 | 87,9 | 1,6 | 0,6 | 0,4 | 0,1 | 5,0 |

### Eurolega
| Anno      | Squadra        | PG | PT | MP   | TC%  | 3P%  | TL%  | RP  | AP  | PRP | SP  | PP   |
| --------- | -------------- | -- | -- | ---- | ---- | ---- | ---- | --- | --- | --- | --- | ---- |
| 2011-2012 | Anadolu Efes   | 16 | 16 | 29,0 | 40,7 | 33,8 | 86,4 | 3,3 | 1,7 | 1,1 | 0,2 | 13,9 |
| 2012-2013 | Anadolu Efes   | 24 | 7  | 21,7 | 37,6 | 37,6 | 75,8 | 3,0 | 1,0 | 0,8 | 0,1 | 9,1  |
| 2014-2015 | Saski Baskonia | 8  | 2  | 16,6 | 30,4 | 29,2 | 66,7 | 1,9 | 0,8 | 0,2 | 0,1 | 4,9  |
| Carriera  | Carriera       | 48 | 25 | 23,3 | 38,1 | 34,9 | 80,3 | 2,9 | 1,2 | 0,8 | 0,1 | 10,0 |

## Palmarès
- Campionato NBA: 2

Los Angeles Lakers: 2009, 2010
- Coppa Italia: 1

Auxilium Torino: 2018